# Voïvodie de Petite-Pologne
Pour les articles homonymes, voir Petite-Pologne (homonymie).
La voïvodie de Petite-Pologne (en polonais : Województwo małopolskie) est l'une des seize voïvodies (régions administratives) de la Pologne, dont le chef-lieu est Cracovie, la capitale polonaise jusqu'en 1516. Sa superficie de 15 190 km2 en fait la 12e du pays et sa population est de 3,4 millions de personnes (environ 8 % de la population de la Pologne).
Créée le 1er janvier 1999 à la suite d'une loi de 1998 réorganisant le découpage administratif du pays, elle couvre sensiblement les mêmes territoires que la voïvodie de Cracovie existant de 1945 à 1975.
Elle se divise en 22 powiats, 182 communes et ses plus grandes villes, après Cracovie, sont Tarnów, Nowy Sącz et Oświęcim. Le nom de la voïvodie fait référence à la région historique de Petite-Pologne (Małopolska).

## Situation géographique
La voïvodie est située dans le sud de la Pologne, au pied des Carpates, le long de la frontière avec la Slovaquie. Elle est bordée au nord par les montagnes de la Sainte-Croix, à l’ouest par le Jura cracovien, au sud par les massifs de Tatras, Beskides, Piénines et Gorce. Ses fleuves principaux sont : Vistule, Dunajec, Poprad, Raba, Skawa et Białka.
La localisation de la région facilite les communications. Déjà dans l'antiquité, les routes commerciales s'y croisaient. Actuellement[Quand ?], le corridor paneuropéen de transport TINA III passe par la voïvodie, ainsi que l'une des plus importantes lignes de chemin de fer européennes joignant l'Ouest au Sud-Est de l'Europe. Des passages frontaliers routiers offrent un accès facile à la Slovaquie et plus loin, aux pays de la région des Balkans. L’aéroport Jean-Paul II de Cracovie accueille chaque année des centaines de milliers de passagers.

## Région historique de Pologne
Le territoire de la région historique de la Petite-Pologne (en polonais Małopolska, en latin Polonia Minor) est plus grande que le territoire de la voïvodie actuelle. Il recouvre également la voïvodie des Basses-Carpates, la voïvodie de Sainte-Croix, la voïvodie de Lublin et la partie orientale de la voïvodie de Silésie.

## Gouvernance

### Assemblée régionale
La diétine (assemblée régionale, en polonais sejmik) de Petite-Pologne, qui siège à Cracovie, est constituée de 39 conseillers élus.
Cet organe délibératif local est composé de la façon suivante.
|  |                   | Sièges |
|  | ----------------- | ------ |
|  | Droit et justice  | 21     |
|  | Coalition civique | 12     |
|  | Troisième voie    | 6      |

Composition de la diétine (sejmik) à la suite des élections de 2018 :
|  |                       | Sièges |
|  | --------------------- | ------ |
|  | Droit et justice      | 24     |
|  | Coalition civique     | 11     |
|  | Parti paysan polonais | 4      |

C'est la Diétine qui choisit l'organe exécutif (pas nécessairement en son sein) : le Conseil de voïvodie, distinct de la présidence de la Diétine. Il est composé de 5 personnes sous la direction du maréchal. Le maréchal de la voïvodie (chef de l'exécutif décentralisé) est, depuis 2018, Witold Kozłowski (pl) (PiS), né en 1958.

### Chef de l'administration locale
Le chef de l'administration locale déconcentrée de l'État est le voïvode de Petite-Pologne, choisi et nommé par le Premier ministre. Depuis 2020, cette fonction est exercée par Łukasz Kmita (pl) (PiS), né en 1985.
Ses prédécesseurs sont :
- Ryszard Masłowski (pl) (1999-2001) ;
- Jerzy Adamik (pl) (2001-2005) ;
- Witold Kochan (pl)(2005-2006) ;
- Maciej Klima (pl) (2006-2007) ;
- Jerzy Miller (2007-2009) ;
- Stanisław Kracik (2009-2011) ;
- Jerzy Miller (2011-2015) ;
- Józef Pilch (pl) (2015-2017) ;
- Piotr Ćwik (2017-2020) ;
- Łukasz Kmita (2020-2023) ;
- Krzysztof Klęczar (2023-).

## Les plus grandes villes
En 2003, la population de la voïvodie de Petite-Pologne se répartissait comme suit :
- Cracovie (Kraków) (756 186 habitants) ;
- Tarnów (121 600 habitants) ;
- Nowy Sącz (84 500 habitants) ;
- Oświęcim (43 300 habitants) ;
- Chrzanów (41 600 habitants) ;
- Olkusz (39 700 habitants) ;
- Nowy Targ (35 200 habitants) ;
- Bochnia (30 400 habitants) ;
- Gorlice (30 000 habitants) ;
- Zakopane (29 700 habitants).

## Économie
Principaux secteurs d'activité de la voïvodie sont :
- tourisme et loisirs ;
- commerce et services ;
- hautes technologies.
- industrie minière ;
- industrie chimique et métallurgique ;
- industrie agro-alimentaire ;

### Tourisme
La voïévodie possède 14 édifices inscrit sur la liste du patrimoine mondial de l'UNESCO et ses plus grands attractions touristiques sont :
- Cracovie, l'ancienne capitale de la Pologne, dont le centre historique et l'ensemble architectural du Wawel sont inscrits sur la liste du patrimoine mondial de l'UNESCO;
- Le musée du camp d'extermination nazi Auschwitz, inscrit sur la liste du liste du patrimoine mondial de l'UNESCO;
- Mines de sel de Wieliczka, inscrit sur la liste du liste du patrimoine mondial de l'UNESCO;
- Le complexe monastique des Pères Bernardins à Kalwaria Zebrzydowska, inscrit sur la liste du patrimoine mondial de l'UNESCO;
- Wadowice – lieu de naissance du pape Jean Paul II
- 65 stations de ski dont Zakopane, la capitale des monts Tatras;
- 255 monuments de l’Architecture en Bois
- 6 parcs nationaux, onze parcs naturels, dix zones naturelles protégées, 77 réserves environnementales et 1 775 monuments naturels dont les plus populaires sont : Parc National de Tatras, Parc National d’Ojców, Parc National de Piénines, Parc National de Babia Góra et Parc National de Gorce, la descente des gorges de Dunajec
- 9 villes de cure dont les plus célèbres : Krynica-Zdrój, Muszyna, Piwniczna-Zdrój, Rabka Zdrój et Szczawnica
- Arboretum de Lusławice, le plus grand de Pologne.

## Éducation
La voïvodie compte 26 établissements d’enseignement supérieur. Plus de 180 000 étudiants fréquentent les seize établissements universitaires de Cracovie. Les plus importants sont l’Université Jagellonne (environ 50 000 étudiants, doctorants compris), l'École des mines et de la métallurgie de Cracovie (AGH) (environ 36 500 étudiants), l'université d'économie de Cracovie (environ 21 000 étudiants, l'École polytechnique de Cracovie (près de 15 000 étudiants) et l'université de pédagogie de Cracovie (UP) (près de 15 000 étudiants.
Hors de Cracovie, l'enseignement supérieur à orientation professionnalisée s'est développé, notamment dans les centres universitaires d'Oświęcim et de Tarnów : École nationale supérieure professionnelle d'Oświęcim (pl) École nationale supérieure professionnelle de Tarnów (Państwowa Wyższa Szkoła Zawodowa w Tarnowie). Des établissements privés ont également été créés.